# Disturbed
Disturbed – amerykański zespół metalowy pochodzący z Chicago, Illinois. Utworzony został w 1994 roku, gdy trójka muzyków – Dan Donegan, Steve Kmak oraz Mike Wengren przyjęli do zespołu wokalistę – Davida Draimana. Przez pierwsze 20 lat działalności zespół sprzedał 11 milionów albumów, co czyni ich jednym z najbardziej dochodowych zespołów w przeciągu ostatnich lat. Ich cztery kolejne albumy studyjne zadebiutowały na pierwszym miejscu notowania Billboard 200, co udało się dotychczas jedynie siedmiu zespołom rockowym.
W październiku 2011 r. zespół zawiesił działalność. Pod koniec czerwca 2015 r. zespół wrócił, ogłaszając nowy album pt. „Immortalized”.

## Historia

### Wczesne lata jako Brawl (1994–1996)
Przed przyłączeniem się Davida Draimana zespół znany był pod nazwą Brawl. W jego skład wchodzili wokalista Erich Awalt, gitarzysta Dan Donegan, perkusista Mike Wengren oraz basista Steve Kmak. Awalt opuścił jednak zespół tuż po nagraniu kasety demo, a pozostali członkowie zmuszeni byli rozpocząć poszukiwania nowego wokalisty. Zamieścili w tym celu ogłoszenie w lokalnym wydawnictwie muzycznym o nazwie „Illinois Entertainer”; Draiman zgłosił się na przesłuchanie. Donegan następująco skomentował to wydarzenie: „Spośród wszystkich wokalistów, którzy odpowiedzieli nam na ogłoszenie, Draiman jako jedynym wyróżniał się czymś oryginalnym. Urzekło mnie to wystarczająco, aby dać mu szansę."
Krótko po uformowaniu nowego składu Donegan zrelacjonował: »W ciągu kilku minut David zaczął wykonywać partie wokalne do naszych melodii, co razem brzmiało wspaniale. Grałem na gitarze i uśmiechałem się od ucha do ucha, starając się zbytnio nie okazywać ogromnej sympatii do niego. „Jasne, oddzwonimy. Wiesz, musimy to przedyskutować”. Byłem przygotowany. Po kręgosłupie przebiegł mi dreszcz. Wiedziałem, że coś w tym jest«. Wengren ujął to zwięźlej: „Trzaskaliśmy po prostu bez namysłu".
W 1996 roku Draiman oficjalnie dołączył do zespołu i przemianował go na Disturbed. Zapytany w późniejszym wywiadzie, dlaczego zasugerował taką, a nie inną nazwę, odpowiedział: „Tę nazwę rozważałem dla zespołu od lat. Moim zdaniem symbolizuje to, co czuliśmy w owym okresie. Poziom dopasowywania się, do którego byliśmy zmuszeni, zakłócał naszą twórczość i staraliśmy się po prostu przyjąć pewną otoczkę, a nazwa ta nadała temu wszystkiemu sens".

### The Sickness (1998–2000)
Tuż po zmianie nazwy członkowie zespołu zaczęli nagrywać pierwsze utwory demo i wykonywać je na żywo. Po pewnym czasie zawarli kontrakt z wytwórnią Giant Records, czego owocem było wydanie debiutanckiego albumu – The Sickness w marcu 2000 roku. Album ten szybko przyniósł im sławę, plasując się na 28. miejscu notowania Billboard 200 oraz sprzedając się w liczbie 4 milionów egzemplarzy w Stanach Zjednoczonych. Podczas pierwszej trasy koncertowej po Europie w charakterze supportu dla Marilyna Mansona Marty O’Brien zastępował Steve’a Kmaka, który ucierpiał podczas ewakuacji z płonącego studia muzycznego w Chicago. Po przebyciu udanej operacji lekarze odradzili mu branie udziału w trasie, ale mimo to wystąpił 11 stycznia 2001 roku podczas koncertu w Chicago.

### Believe (2001–2003)
W lutym 2001 roku zespół nagrał cover utworu „Midlife Crisis” wykonywanego w oryginale przez grupę Faith No More. Nie został on jednak wtedy wykorzystany. 4 czerwca 2002 roku światło dzienne ujrzała płyta DVD z materiałem dokumentalnym na temat zespołu. Nazwana została M.O.L. od tytułu utworu „Meaning of Life”. Zawierała teledyski, sceny ze studia nagraniowego, a także zapisy z koncertów promujących debiutancki album grupy. 17 września 2002 roku ukazał się drugi studyjny album, zatytułowany Believe, który znalazł się na pierwszym miejscu notowania Billboard 200. Teledysk do promującego go utworu Prayer został opublikowany w większości stacji telewizyjnych m.in. ze względu na obchody pierwszej rocznicy ataków z 11 września. David Draiman nagrał również napisany przez Jonathana Davisa utwór „Forsaken”, który znalazł się na soundtracku filmu Królowa potępionych (Queen of the Damned).
W 2003 roku zespół ponownie wziął udział w festiwalu Ozzfest oraz ruszył w jedną z własnych tras koncertowych o nazwie Music as a Weapon II. Towarzyszyły mu grupy Chevelle, Taproot oraz Ünloco. Wtedy też m.in. po raz pierwszy wykonali utwór „Dehumanized”. Po zakończeniu trasy Steve Kmak został usunięty z zespołu ze względu na nieporozumienia z pozostałymi członkami. Zastąpił go John Moyer, który w składzie Disturbed pozostał do dziś. Tego samego dnia grupa po raz pierwszy wykonała dwa nowe utwory: „Hell” oraz „Monster”. Obydwa pojawiły się na następnym albumie jako B-Sides.

### Ten Thousand Fists (2006)
Po trzech latach Disturbed wydali kolejną płytę Ten Thousand Fists. Ostatnio zagościli na albumie z soundtrackiem z filmu Transformers, z utworem „This Moment”. 2 czerwca 2008 roku zespół wydał kolejną, czwartą płytę, Indestructible. Natomiast 31 sierpnia 2010 roku został wydany najnowszy, piąty album Asylum, a zaledwie niewiele ponad rok później składankę B-Sides The Lost Children (8 listopada 2011 roku).

## Styl
Zespół klasyfikowany jest jako nu metalowy, lecz gatunek, jaki przedstawiają, jest stałym obiektem debaty. Fani heavy metalu twierdzą, że muzyka grana przez Disturbed nie jest wystarczająco mocna, aby określać ją takim mianem. David Draiman na temat ten wypowiada się tak:

Prawdopodobnie nasza muzyka jest zbyt melodyjna lub nie jesteśmy wystarczająco krzykliwi czy ostrzy. Choć naprawdę uwielbiam ten rodzaj muzyki, nie jest on tym, co staramy się tworzyć. Jeśli mamy zmieścić się w kontekście, gramy raczej hard rock, a nie heavy metal, przynajmniej w teraźniejszej przestrzeni czasu.

## Dyskografia
Albumy
- The Sickness (2000)
- Believe (2002)
- Ten Thousand Fists (2005)
- Indestructible (2008)
- Asylum (2010)
- The Lost Children (2011)
- Immortalized (2015)
- Evolution (2018)
- Divisive (2022)